# 至中
至中（しちゅう、生没年不詳）とは、江戸時代の浮世絵師。

## 来歴
師系・経歴不明。作画期は明和の頃とされ、作に明和2年（1765年）の中判絵暦「牛乗り若衆」（シカゴ美術館所蔵）が残る。